# Yaginumaella helvetorum
Yaginumaella helvetorum är en spindelart som beskrevs av Zabka 1981. Yaginumaella helvetorum ingår i släktet Yaginumaella och familjen hoppspindlar. Inga underarter finns listade i Catalogue of Life.